# デイヴ・シンクレア
デイヴ・シンクレア（Dave Sinclair、1947年11月24日 - 、イングランド・ケント州ハーン・ベイ生まれ）は、1960年代後半より、「サイケデリア」/「プログレッシブ・ロック」を内包したカンタベリー・ロックに関わってきたキーボード奏者（オルガン、ピアノ、チェンバロ、エレクトリックピアノ、メロトロン、ダヴォリシントなど）である。キャラヴァンで有名になり、最も著名な楽曲「For Richard」や、「Nine Feet Underground」、「The Dabsong Conshirtoe」、「Proper Job / Back To Front」を世に送り出すソングライターとして活躍した。

## 略歴
1966年から1967年にかけて、ワイルド・フラワーズで音楽のキャリアをスタート。1968年に従兄弟のリチャード・シンクレア（ベース、ボーカル）、パイ・ヘイスティングス（ギター、ボーカル）、リチャード・コフラン（ドラム）とともにキャラヴァンを結成し、35年もの間に脱退と再加入（これまでのところ1968年-1971年、1973年-1975年、1979年-1982年、1990年-2002年）を繰り返し、バンドを出たり入ったりした。キャラヴァンの最初の3枚のアルバムで、彼はハモンドオルガンのフェイヴァリット・モデルであるA100（B3およびC3モデルに構成と機能は似ているが、全体がわずかに小さい）を使用してその演奏を大幅に発展させ、おそらく彼らの最も有名なアルバム『グレイとピンクの地』（1971年）において彼の急上昇を遂げた作品として最高潮に達した。「Calyx, The Canterbury Website」は、彼のことを「典型的なカンタベリーのオルガン・サウンド、およびオルガン演奏のマスター」と呼んでいる。ただし、2枚目のアルバム以降は、ピアノ、ハープシコード、メロトロンなど、他のキーボードも演奏楽器として追加している。キャラヴァンに戻って5枚目のアルバム『夜ごとに太る女のために』では、ダヴォリシント（イタリア製シンセサイザー）を開拓した。
キャラヴァンを脱退している間には、マッチング・モウル（1971年–1972年）、ハットフィールド・アンド・ザ・ノース（1972年–1973年）、ポライト・フォース（1976年–1977年）、キャメル（1978年–1979年）のメンバーを務めた。
2000年代初頭に、彼は2枚のソロ・アルバム、『フル・サークル』と『Into the Sun』（両方とも2003年）をリリースした。以来、日本やイギリスでのコンサート出演などソロ活動を行っている。2006年には、ボーカリストのTim LynkとGay Perezをフィーチャーしたアルバム『ムーン・オーヴァー・マン』（1976年–1977年にソロ・アルバムのために作成された未発表デモ音源で、オリジナルは1993年にヴォイスプリント・レコードからCDで発表された）が、30周年記念特別盤として再発された（改善されたサウンドとボーナストラックを含んでいる）。
2005年、日本の京都に移住した。そして2016年以来、瀬戸内海にある上島の弓削島に在住している。
2010年と2011年、2枚のソロ・アルバム、『ピアノワークス1:フローズン・イン・タイム』と『ストリーム』（後者は数名の著名なゲスト・アーティストをフィーチャーしたもの）が、それぞれリリースされた。これまでに他の地域でも利用できるようになったが、ライセンスの問題によって、『ストリーム』が日本国外で正式に発表されることが妨げられている。『ストリーム』のフォローアップを目的としたアルバム『リトル・シングス』をリリース。本作の日本語版のパッケージとコンテンツ内容は、国際版とは少し異なるものとなっている。
2015年5月、サックス奏者のジミー・ヘイスティングスとの一連のコンサートが日本で開催された。
2018年6月、ソロ・アルバム『アウト・オブ・シンク』をリリース。
2019年11月9日、令和元年度愛媛県県民総合文化祭総合フェスティバルに出演。未発表曲を含む2曲を披露し、済美高校・新居浜西高校・新居浜東高校の合唱部約50名と「Island of Dreams ～ゆめのしま～」を合唱した。
2021年8月25日、未発表作品を含む1981年から、弓削島に移住して制作した2019年までのホームレコーディング作品集『HOOK-LINE & SINCLAIR』が発売。

## ディスコグラフィ

### ソロ・アルバム
- 『ムーン・オーヴァー・マン』 - Moon Over Man (1993年、Voiceprint VP119CD)
- 『フル・サークル』 - Full Circle  (2003年、DSincs-Music 001)
- Into the Sun (2003年、DSincs-Music 002)
- 『ピアノワークス1:フローズン・イン・タイム』 - Pianoworks I - Frozen In Time (2010年、CRSCNT 001)
- 『ストリーム』 - Stream (2011年、CRSCNT 002)
- 『リトル・シングス』 - The Little Things (2014年、DSincs-Music)
- 『アウト・オブ・シンク』 - Out of Sinc (2018年、DSincs-Music)

### キャラヴァン
- 『キャラヴァン・ファースト・アルバム』 - Caravan (1968年)
- 『キャラバン登場』 - If I Could Do It All Over Again, I'd Do It All Over You (1970年)
- 『グレイとピンクの地』 - In the Land of Grey and Pink (1971年)
- 『夜ごとに太る女のために』 - For Girls Who Grow Plump in the Night (1973年)
- 『キャラヴァン&ニュー・シンフォニア』 - Caravan and the New Symphonia (1974年) ※ライブ
- 『ロッキン・コンチェルト』 - Cunning Stunts (1975年)
- 『ジ・アルバム』 - The Album (1980年)
- 『ライヴ・アット・ザ・フェアフィールド・ホールズ1974～ザ・ベスト・オブ・キャラヴァン・ライヴ』 - The Best Of Caravan "Live" (1980年) ※ライブ
- 『バック・トゥ・フロント』 - Back to Front (1982年)
- 『ヘイスティングスの戦い』 - The Battle of Hastings (1995年)
- 『アンオウソライズド・ブレックファスト』 - The Unauthorized Breakfast Item (2003年)

### キャメル
- 『ブレスレス - 百億の夜と千億の夢 -』 - Breathless (1978年)

### ロバート・ワイアット
- 『ジ・エンド・オブ・アン・イアー』 - The End Of An Ear（1970年、CBS 64189)

### マッチング・モウル
- 『そっくりモグラ』 - Matching Mole (1972年、CBS 64850)

### リチャード・シンクレアズ・キャラヴァン・オブ・ドリームス
- 『キャラヴァン・オブ・ドリームス』 - Richard Sinclair's Caravan of Dreams (1992年)
- An Evening of Magic (1993年)

### ポライト・フォース
- Canterbury Knights (1997年、Voiceprint VP187)

## フィルモグラフィ
- 『カンタベリー・テイルズ ロマンティック・ウォーリアーズIII』 - Romantic Warriors III: Canterbury Tales (2015年) ※DVD